# Pirovszkojei járás
A Pirobszkojei járás (oroszul: Пировский район) Oroszország egyik járása a Krasznojarszki határterületen. Székhelye Pirovszkoje.

## Népesség
- 1989-ben 11 861 lakosa volt.
- 2002-ben 9 150 lakosa volt, többségében orosz nemzetiségű, tatár kisebbséggel.
- 2010-ben 7 571 lakosa volt.